# Liste der militärischen Einheiten aus Maine im Sezessionskrieg

US-Flagge mit 35 Sternen, vom 4. Juli 1863 bis 3. Juli 1865 in Verwendung

Diese Liste zeigt die im Bundesstaat Maine während des American Civil War aufgestellten militärischen Einheiten.

## Artillerie
| - 1st Maine Heavy Artillery Regiment - 1st Maine Battery - 2nd Maine Battery - 3rd Maine Battery - 4th Maine Battery |  | - 5th Maine Battery - 6th Maine Battery - 7th Maine Battery - Maine Garrison Artillery |

## Kavallerie
- 1st Maine Volunteer Cavalry Regiment
- 2nd Maine Volunteer Cavalry Regiment

## Infanterie
| - 1st Maine Volunteer Infantry Regiment - 2nd Maine Volunteer Infantry Regiment - 3rd Maine Volunteer Infantry Regiment - 4th Maine Volunteer Infantry Regiment - 5th Maine Volunteer Infantry Regiment - 6th Maine Volunteer Infantry Regiment - 7th Maine Volunteer Infantry Regiment - 8th Maine Volunteer Infantry Regiment - 9th Maine Volunteer Infantry Regiment - 10th Maine Volunteer Infantry Regiment - 11th Maine Volunteer Infantry Regiment - 12th Maine Volunteer Infantry Regiment - 13th Maine Volunteer Infantry Regiment - 14th Maine Volunteer Infantry Regiment - 15th Maine Volunteer Infantry Regiment - 16th Maine Volunteer Infantry Regiment - 17th Maine Volunteer Infantry Regiment - 18th Maine Volunteer Infantry Regiment - 19th Maine Volunteer Infantry Regiment |  | - 20th Maine Volunteer Infantry Regiment - 21st Maine Volunteer Infantry Regiment - 22nd Maine Volunteer Infantry Regiment - 23rd Maine Volunteer Infantry Regiment - 24th Maine Volunteer Infantry Regiment - 25th Maine Volunteer Infantry Regiment - 26th Maine Volunteer Infantry Regiment - 27th Maine Volunteer Infantry Regiment - 28th Maine Volunteer Infantry Regiment - 29th Maine Volunteer Infantry Regiment - 30th Maine Volunteer Infantry Regiment - 31st Maine Volunteer Infantry Regiment - 32nd Maine Volunteer Infantry Regiment - 1st Maine Veteran Volunteer Infantry Regiment - 1st Maine Infantry Battalion - Company of Maine Sharpshooters [Company D, 2nd U.S. Sharpshooters] - 1st Battalion Maine Sharpshooters - Maine Coast Guard Companies |